# ستوريتل
ستوريتل (بالإنجليزية: Storytel AB) هي خدمة اشتراك سويدية في الكتب الإلكترونية والكتب الصوتية مقرها ستوكهولم، وهي متاحة في أكثر من 150 دولة. 
تتم مقارنتها مع أوديبل باستخدام نموذج ائتمان شهري، وهي متوفرة في أكثر من 25 دولة. تتوفر خدمة الكتب الصوتية باللغة الإنجليزية في أكثر من 150 دولة.

## وصلات خارجية
- Storytel
- Audiobooks.com (بالإنجليزية)